# Steinreihe von Maulinward
Die kleine Steinreihe von Maulinward befindet sich in einem Tal im namengebenden Townland (irisch Meall an Bhaird) östlich von Durrus und westlich der Straße N71, auf einer flachen Weide, etwa 100 m nordwestlich des Durrus River im County Cork in Irland. 
Die Nordost-Südwest orientierte, etwa 4,2 m lange Steinreihe besteht aus drei stehenden Steinen. Der Nordoststein ist 0,6 m hoch, 0,7 m breit und 0,4 m dick. Ein 1,5 m langer Stein liegt nordwestlich am Boden. Der nächste Stein steht 1,2 m entfernt und ist 0,75 m hoch, 0,7 m breit und 0,5 m dick. Der südwestliche Stein steht 1,15 m entfernt. Er ist 0,75 m hoch, 0,9 m breit und 0, 5 m dick. Etwa 2,0 m nördlich liegen die Überreste eines kleinen Cairns.

## Der Oghamstein
Der Oghamstein von Maulinward steht in der Nähe des Eingangs in die Ruine der Maulinward-Kirche. Die Vorderseite ist mit einem eingeritzten keltischen Kreuz markiert, und eine Seite trägt eine Oghaminschrift. Die archäologische Übersicht von West Cork bezeichnet den Stein als Kreuzplatte. Der Stein wurde 1933 von Jeremiah Hurley beim Pflügen gefunden. 
Das Boulder Burial von Ballycommane (irisch Baile Uí Chomáin), das Menhirpaar von Ballycommane und die heilige Quelle von Maulinward liegen in der Nähe.